# Live at the Talk of the Town
Live at the Talk of the Town è un album dal vivo del musicista e cantante statunitense Stevie Wonder, pubblicato nel 1970.

## Tracce
1. Pretty World (Adolfo, Bergman, Bergman, Gaspar) – 3:35
2. Never Had a Dream Come True (Cosby, Moy, Wonder) – 3:40
3. Shoo-Be-Doo-Be-Doo-Da-Day (Cosby, Moy, Wonder) – 4:52
4. My Cherie Amour (Cosby, Moy, Wonder) – 3:13
5. Alfie (Bacharach, David) – 2:01
6. Drum Solo (Wonder) – 4:23
7. Bridge over Troubled Water (Simon) – 8:35
8. I Was Made to Love Her (Cosby, Hardaway, Moy, Wonder) – 5:29
9. Yester-Me, Yester-You, Yesterday (Miller, Wells) – 2:55
10. For Once in My Life (Miller, Murden) – 3:56
11. Signed, Sealed, Delivered I'm Yours (Garrett, Hardaway, Wonder, Wright) – 5:22

## Formazione
- Stevie Wonder - voce, piano
- Bill Jones - chitarra
- Michael Henderson - basso
- Harvey Mason - batteria
- Madeline Bell, P. P. Arnold, Syreeta Wright - cori